# Seeta Aur Geeta
Seeta Aur Geeta è un film del 1972, diretto da Ramesh Sippy.

## Colonna sonora
1. Lata Mangeshkar, Kishore Kumar – Koi Ladki Mujhe Kal – 4:20
2. Asha Bhosle, Kishore Kumar – O Saathi Chal – 4:29
3. Manna Dey, Asha Bhosle – Zindagi Hai Khel – 4:43
4. Lata Mangeshkar – Haan Ji Haan Maine Sharaab – 5:26
5. Manna Dey – Abhi to Haath Mein Jaam – 5:31
6. Music (Instrumental) – 1:26
7. Title Music (Instrumental) – 2:22